# The Battle of New Orleans
The Battle of New Orleans ist ein Song des US-amerikanischen Country-Musikers Jimmy Driftwood aus dem Jahr 1936. Das Lied beschreibt die Schlacht von New Orleans aus der Perspektive der US-amerikanischen Soldaten, die die britischen Streitkräfte den Mississippi River entlang zum Golf von Mexiko treiben.
Die bekanntesten Versionen stammen von Johnny Horton und Lonnie Donegan aus dem Jahr 1959. Die Les Humphries Singers waren 1972 in Europa mit ihrer Version des Stücks unter dem Titel Mexico erfolgreich.

## Hintergrund
Jimmy Driftwood schrieb den Song 1936 zu seiner Zeit als Lehrer an der Highschool, um den Schülern das Thema des Britisch-Amerikanischen Kriegs näherzubringen. Die Melodie basiert auf dem Old-Time-Music-Titel Eighth of January der Arkansas Barefoot Boys von 1928. Erst 1957 nahm Driftwood den Titel neben weiteren Liedern mit historischem Inhalt für das von Chet Atkins produzierte Album Newly Discovered Early American Folk Songs auf, das 1959 bei RCA Records erschien.

## Coverversionen
Das Lied wurde häufig gecovert. Die Plattform cover.info verzeichnete im Juli 2022 insgesamt 45 Versionen des Liedes, auf secondhandsongs.com waren 145 Versionen verzeichnet.

### Version von Johnny Horton
Der Country-Sänger Johnny Horton sprach Driftwood während eines Auftrittes in der Radiosendung Louisiana Hayride an und bekundete sein Interesse an einer Aufnahme des Titels. Mit leicht geändertem Text und den ersten zwölf Noten des Volksliedes Dixie von Daniel Decatur Emmett belegte Horton für sechs Wochen die Nummer eins der amerikanischen Popcharts.

### Version von Lonnie Donegan
Der britische Skiffle-Musiker Lonnie Donegan nahm den Titel ebenfalls 1959 mit eigenem Intro und erneut leicht angepasstem Text auf. Die Version erreichte Platz zwei der UK-Charts und war damit im Vereinigten Königreich erfolgreicher als Hortons Variante, die zur gleichen Zeit nur Platz 16 erreichte.

### Version von Homer and Jethro
Das Komiker-Duo Henry D. „Homer“ Haynes and Kenneth C. „Jethro“ Burns veröffentlichten als Homer and Jethro eine Comedyversion des Titels. Hierbei ging es um eine Gruppe von Jungen, die von ihren Eltern in ein Pfadfinderlager geschickt wurden, obwohl das Interesse der Jungen mehr bei den Mädchen als in der Entdeckung der Natur lag.

### Version der Les Humphries Singers
Die Les Humphries Singers veränderten den Text 1972 unter dem Titel Mexico erneut. Sie verlegten die Handlung aus dem Jahr 1814 nach 1580 und machten aus der Schlacht einen Piratenüberfall durch Freibeuter Francis Drake. Die Rollen drehen sich um, hier flüchten die Sänger vor dem Feind bis zum Golf von Mexiko. Ebenso wurde ein im Original nicht vorhandener Refrain nach den sich wiederholenden Textzeilen „All down the Mississippi to the Golf of Mexico“ ergänzt, in dem die Gruppe wiederholt langgezogen das Wort „Mexico“ singt. Der Titel erreichte in Österreich und der Schweiz Platz 1 der Hitparade; in Deutschland, den Niederlanden und Belgien Platz 2.

### Weitere bekannte Cover
- 1959: Craig Douglas, Buddy Starcher, Vaughn Monroe
- 1961: Boots Randolph
- 1962: Sandy Nelson
- 1963: Eddy Arnold
- 1967: The Royal Guardsmen
- 1968: Harpers Bizarre
- 1971: Doug Kershaw, Johnny Cash
- 1975: Buck Owens
- 2010: Cornershop
- 2021: Deep Purple

## Auszeichnungen
Bei den Grammy Awards 1960 wurde Horton mit dem Titel in der Kategorie Best Country & Western Performance und Driftwood in der Kategorie Song of the Year ausgezeichnet. Die Comedyversion Battle of Kookamonga des Musikerduos Homer and Jethro gewann den Grammy als Best Comedy Performance – Musical. 2002 wurde der Titel in die Grammy Hall of Fame aufgenommen.
Die Mitglieder des Schriftstellerverbands Western Writers of America wählten The Battle of New Orleans zu einem der „100 besten Western-Songs aller Zeiten“.

## Charterfolge
| Jahr | Titel Interpret                                  | Höchstplatzierung, Gesamtwochen, AuszeichnungChartplatzierungen (Jahr, Titel, Interpret, Platzierungen, Wochen, Auszeichnungen, Anmerkungen) | Höchstplatzierung, Gesamtwochen, AuszeichnungChartplatzierungen (Jahr, Titel, Interpret, Platzierungen, Wochen, Auszeichnungen, Anmerkungen) | Höchstplatzierung, Gesamtwochen, AuszeichnungChartplatzierungen (Jahr, Titel, Interpret, Platzierungen, Wochen, Auszeichnungen, Anmerkungen) | Höchstplatzierung, Gesamtwochen, AuszeichnungChartplatzierungen (Jahr, Titel, Interpret, Platzierungen, Wochen, Auszeichnungen, Anmerkungen) | Höchstplatzierung, Gesamtwochen, AuszeichnungChartplatzierungen (Jahr, Titel, Interpret, Platzierungen, Wochen, Auszeichnungen, Anmerkungen) | Höchstplatzierung, Gesamtwochen, AuszeichnungChartplatzierungen (Jahr, Titel, Interpret, Platzierungen, Wochen, Auszeichnungen, Anmerkungen) | Höchstplatzierung, Gesamtwochen, AuszeichnungChartplatzierungen (Jahr, Titel, Interpret, Platzierungen, Wochen, Auszeichnungen, Anmerkungen) | Höchstplatzierung, Gesamtwochen, AuszeichnungChartplatzierungen (Jahr, Titel, Interpret, Platzierungen, Wochen, Auszeichnungen, Anmerkungen) | Anmerkungen |
| Jahr | Titel Interpret                                  | DE | UK | US | Country | AT | CH | CA | AU | Anmerkungen |
| ---- | ------------------------------------------------ | --- | --- | --- | --- | --- | --- | --- | --- | ----------- |
| 1959 | The Battle of New Orleans Johnny Horton          | DE17 (12 Wo.)DE | UK16 (4 Wo.)UK | US1 (21 Wo.)US | Country1 (… Wo.)Country | — | — | CA1 (16 Wo.)CA | AU1 (6 Wo.)AU |             |
| 1959 | The Battle of New Orleans Lonnie Donegan         | — | UK2 (16 Wo.)UK | — | — | — | — | — | — |             |
| 1959 | The Battle of New Orleans Vaughn Moore           | — | — | US87 (2 Wo.)US | — | — | — | — | — |             |
| 1959 | The Battle of Kookamonga Homer and Jethro        | — | — | US14 (10 Wo.)US | — | — | — | — | — |             |
| 1968 | The Battle of New Orleans Harpers Bizarre        | — | — | US95 (2 Wo.)US | — | — | — | — | — |             |
| 1972 | Mexico Les Humphries Singers                     | DE2 (30 Wo.)DE | — | — | — | — | CH1 (16 Wo.)CH | — | — |             |
| 1973 | Mexico Les Humphries Singers                     | — | — | — | — | AT1 (16 Wo.)AT | — | — | — |             |
| 1974 | The Battle of New Orleans Nitty Gritty Dirt Band | — | — | US72 (4 Wo.)US | — | — | — | — | — |             |

grau schraffiert: keine Chartdaten aus diesem Jahr verfügbar